# لويس إيبانيز
لويس إيبانيز (بالإسبانية: Luis Ibáñez)‏ هو لاعب كرة قدم أرجنتيني، ولد في 15 يوليو 1988 في بوينس آيرس في الأرجنتين. لعب مع النجم الأحمر بلغراد وبوكا جونيورز وغيور تورنا أوزتالي ونادي دينامو زغرب ونادي راسينغ.

## وصلات خارجية
- لويس إيبانيز على موقع اتحاد تركيا (لاعب) (الإنجليزية)
- لويس إيبانيز على موقع قاعدة بيانات كرة القدم.إي يو (الإنجليزية)
- لويس إيبانيز على موقع Soccerway.com (الإنجليزية)
- لويس إيبانيز على موقع عالم كرة القدم.نت (الإنجليزية)
- لويس إيبانيز على موقع AS.com (الإسبانية)